# Académie (Beaux-Arts)
Pour les articles homonymes, voir Académie (homonymie).
Les académies des Beaux-Arts sont des institutions destinées à la reconnaissance du statut des artistes, assurant entre autres un enseignement artistique.

## Origine et histoire des Académies en Europe

### Création des académies d'artistes en Italie dans la seconde moitié du XVIe siècle
L'historiographie considère l'Académie du dessin de Florence, créée en 1563 par l'artiste et théoricien italien Giorgio Vasari comme la première académie d'art de l'histoire européenne[réf. nécessaire]. Quelques associations et cercles d'artistes constitués durant la Renaissance italienne ont cependant précédé sa création et constituent autant de prémices de ces institutions[réf. nécessaire].
À Bologne, la famille Carracci fonde l'Accademia dei Desiderosi (1582) puis l'Académie des Incamminati (1590). L'une des académies majeures d'Italie, l'Accademia di San Luca, à Rome est créé par le peintre Federico Zuccaro en 1593[réf. nécessaire].

### Création de l'Académie royale de peinture et de sculpture en 1648 à Paris
À Paris, c'est en 1648 qu'un groupe de peintres, inspirés par les exemples italiens, persuadent le roi Louis XIV de fonder l'[[Académie royale de peinture et de sculpture|Académie royale de peinture et de sculpture[réf. nécessaire]]]. Cette institution sert de modèle à de nombreuses institutions à travers l'Europe. 

### Le mouvement académique en Europe au XVIIIe siècle
En 1720, l'Europe compte dix-neuf académies, dont seulement trois ou quatre, selon l'historien d'art Niklaus Pevsner, méritent ce nom, faute d'activité suffisante. Six académies supplémentaires, mais d'envergure limitée, sont fondées dans les deux décennies suivantes. Une augmentation sans précédent a lieu dans la seconde moitié du siècle : en 1790, une centaine d'académies d'art ou d'écoles publiques d'art sont recensées à travers l'Europe. 
C'est aussi la période faste du développement des académies philosophiques, scientifiques ou littéraires qui correspond au développement d'une culture laïque, encyclopédique et universelle.

## Vocation et missions

### Reconnaissance du statut de l'artiste
À l'époque moderne, les académie ont joué un rôle important dans la reconnaissance du statut social de l'artiste, en permettant à un corps d'élites de se détacher des communautés de peintres et de sculpteurs, régies par des règles corporatives. En défendant la dimension théorique et intellectuelle de la pratique artistique, les Académies participent de la distinction entre art et artisanat. 

### Formation des artistes
Les académies des Beaux-Arts ont pour but d'apporter aux élèves une formation scientifique (géométrie, anatomie et perspective) et humaine (histoire et philosophie) dispensées par des maîtres pour permettre la diffusion des techniques et du savoir nécessaire au développement des Beaux-Arts.

### Diffusion des arts
Outre leur rôle dans l'enseignement, les académies ont rapidement pris un rôle dominant dans l'organisation d'expositions, de concours, l'attribution de prix, ainsi que la conservation du patrimoine artistique par la création de musées d'art et de collections. Ainsi, elles ont pris le contrôle de l'activité artistique et ont fixé les « bons critères du goût ».

## Liste des académies européennes
| Pays            | Ville             | Nom de l'Académie                             | date de création      |
| --------------- | ----------------- | --------------------------------------------- | --------------------- |
| Italie          | Rome              | Accademia di San Luca                         | 1577[réf. nécessaire] |
| France          | Paris             | Académie royale de Peinture et de Sculpture   | 1648                  |
| Autriche        | Vienne            | Akademie der bildenden Künste                 | 1692                  |
| Allemagne       | Berlin            | Königliche Akademie der Kunste                | 1696                  |
| Suède           | Stockholm         | Kungliga Akademien för de fria konsterna      | 1735                  |
| Espagne         | Madrid            | Real Academia de Bellas Artes de San Fernando | 1752                  |
| Danemark        | Copenhague        | Det Kongelige Danske Kunstakademi             | 1754                  |
| Russie          | Saint-Petersbourg | Académie impériale des beaux-arts             | 1757                  |
| Allemagne       | Dresde            | Kunstakademie zu Dresden                      | 1764                  |
| Grande-Bretagne | Londres           | Royal Academy of Arts                         | 1768                  |
| Allemagne       | Dusseldorf        | Staatliche Kunstakademie Düsseldorf           | 1776                  |